# NGC 6697
NGC 6697 (również PGC 62354 lub UGC 11349) – galaktyka eliptyczna (E), znajdująca się w gwiazdozbiorze Herkulesa. Odkrył ją Albert Marth 2 lipca 1864 roku.